# أوسكار غونزاليس (سائق سيارة سباق)
أوسكار غونزاليس (بالإسبانية: Óscar González) هو سائق سيارة سباق أوروغواياني، ولد في 10 نوفمبر 1923 في مونتفيدو في الأوروغواي، وتوفي بنفس المكان في 5 نوفمبر 2006.